# Nova (StarCraft)
November Annabella Terra, meglio nota con il nome in codice Nova (Agente X41822N), è uno dei personaggi della serie di videogiochi ambientati nell'universo di StarCraft. Originariamente concepita come protagonista dello spin-off per console StarCraft: Ghost (mai portato a termine di produzione), il personaggio è stato riproposto con il successivo StarCraft II ove è personaggio giocabile nella campagna di Wings of Liberty e di recente nelle missioni cooperative di Legacy of the Void; inoltre è stata una dei primi eroi giocabili nel MOBA Heroes of the Storm.
Oltre al mondo dei videogiochi, appare anche nei romanzi StarCraft Ghost: Nova e StarCraft Ghost: Spectres. È inoltre il soggetto principale dell'RTS Nova: Operazioni Segrete, uscito il 29 marzo 2016 come contenuto scaricabile.

## Biografia
Nova è la figlia dell'ufficiale confederato Constantino Terra e membro di una delle Antiche famiglie. Pur essendo dotata di inusuali poteri psionici, il padre le impedisce di far parte del programma Fantasmi della Confederazione. Dopo il massacro della famiglia ad opera di forze di resistenza, vola nella cittadella di Tarsonis dove è costretta a lavorare come ribelle. Viene quindi salvata durante l'invasione zerg di Tarsonis e si unisce al nuovo Dominio Terran, dove si addestra per diventare un Fantasma. Sotto propria richiesta, i suoi ricordi passati vengono cancellati. Nova viene assegnata alla squadra Blue Team, ma preferisce agire da sola, cosa che la porta a scontrarsi con gli altri membri, in particolare con il leader Gabriel Tosh.
Durante la Seconda Grande Guerra, Nova decide di assassinare il suo vecchio compagno Gabriel Tosh, divenuto uno Spettro, e fermare il suo Programma Spettro, ricavato dal Progetto "Lama d'Ombra", un progetto sovversivo del Dominio volto a potenziare i Fantasmi con il terrazine, un gas di origini aliene. Questa operazione non è stata approvata dal comando del Dominio, ed è stata classificata come un'operazione da solista non autorizzata. Tosh stava lavorando con i Randagi di Raynor e finora aveva trascurato di informare i ribelli della sua vera natura o intenzioni. Nova tenta di dissuadere ulteriormente la cooperazione con l'invio di un messaggio anonimo per i Randagi, rivelando che Tosh era uno Spettro. Jim Raynor è disposto a continuare a lavorare con Tosh, soprattutto perché entrambi hanno obiettivi anti-Dominio. Nova apprende dell'operazione di un raid alla prigione di New Folsom e decide di contattare direttamente Raynor, nel tentativo di anticiparlo. Rivela che nella prigione erano reclusi gli Spettri, affermando che tutti loro erano diventati assassini psicopatici, e che Tosh lo avrebbe inevitabilmente tradito; ovviamente Nova ingigantiva il rischio posto dagli spettri per far desistere Raynor. Raynor è deluso dal segreto di Tosh, ma è disposto a continuare a lavorare con lo Spettro anti-Dominio, piuttosto che con un'agente del Dominio. A quel punto, Nova avverte le guardie della prigione, ma alla fine gli Spettri vengono liberati.
Nova guida un raid contro la stazione di ricerca EB-103 dove Valerian Mengsk aveva portato Sarah Kerrigan dopo che era ritornata umana grazie all'artefatto Xel'naga, con l'ordine di catturarla. Benché abbia fallito nel prendere Kerrigan, Nova riesce a catturare Raynor.
Qualche tempo dopo la guerra contro Amon, Nova viene contattata personalmente da Valerian Mengsk, rivelandole che i suoi collegamenti con la Fondazione Moebius non sono mai stati resi pubblici. Tuttavia, il Protettorato di Umoja era riuscito a trovare i file che lo collegavano all'organizzazione e temeva che li avrebbero usati contro di lui. Il compito di Nova è infiltrarsi nella Fortezza, un bastione remoto dello spazio umojano, e recuperare i dischi. Requisita una vecchia nave, Nova riesce con uno stratagemma a infiltrarsi a bordo della Fortezza, ma viene scoperta quando uccide un assassino psionico che l'aveva percepita. Ritornata sulla nave, prende un disgregatore di fase e delle cariche esplosive che piazza in modo che le guardie si rendano conto della situazione ed evacuino tutto il personale nelle quattro torri di guardia; tuttavia, Nova aveva piazzato le vere cariche proprio nelle torri, lasciandole così campo libero per il caveau dove sono custoditi i dischi. Proprio mentre sta montando il disgregatore, l'assassino psionico, ferito solo gravemente all'occhio, la attacca da dietro, ma Nova lo scaraventa verso la porta e con il disgregatore fonde entrambi a livello molecolare. Recuperati i dischi e lasciata la Fortezza proprio poco prima dei rinforzi, Nova dà i dischi a Valerian, il quale rifletta sulla sua connessione con la Moebius e che forse in fondo sapeva della loro creazione degli ibridi. Nova, però, gli dice che i ricordi e i segreti non possono semplicemente essere sepolti, e che sarebbero stati sempre lì a tormentarlo. Valerian, dopo averla congedata, pensa molto alle sue parole. Più tardi, Nova si prepara per l'indottrinamento che le avrebbe cancellato i ricordi della missione, quando all'UNN sente che Valerian ha annunciato pubblicamente le sue connessioni con la Moebius. Nova, a quel punto, decide di conservare i suoi ricordi.
Diversi anni dopo, Nova viene assegnata, insieme al compagno Fantasma Stone, ai Difensori dell'Umanità, un gruppo terran separatista. Durante una missione in cui dovevano attivare dei dispositivi anti-zerg su Antiga Prime, però, lei e Stone scoprono che sono, in realtà, emettitori psionici, in grado di attirare gli zerg. Nova e Stone tentano di recuperare i propri file di missione e raccontare al Dominio ciò che i Difensori hanno fatto, ma il loro supervisore, Maxwell, li anticipa imprigionandoli, per poi, su ordine del leader dei Difensori, il generale Carolina Davis, di cancellare loro la memoria. Tuttavia, Nova riesce a scrivere un messaggio nel suo visore: "Sei in pericolo. Ti uccideranno".
Dopo molto tempo in cui non si sono più avute sue notizie, Nova si ritrova all'interno di un impianto, ignara di dove si trovi. Una telecamera, attraverso la quale parla la voce di Maxwell, le ordina di mettere il suo visore per la calibrazione del software. All'improvviso, il messaggio che aveva scritto le compare all'interno del visore. Quando Maxwell le dice di usare il suo sistema di infiltrazione, Nova acconsente e riesce a mettere fuori uso la telecamera, per poi trovare l'uomo, chiedendogli dove si trovi. Maxwell si rifiuta di rispondere e lei lo uccide. Nova fugge dall'impianto insieme a Stone e ai compagni Delta Emblock e Theodore Pierce attraverso uno Sharpsburg, dividendosi nell'autostrada, e raggiunto lo spazioporto, Stone permette a Nova di andarsene.
Nova lancia un segnale di emergenza, che viene ricevuto da un incrociatore da battaglia del Dominio, il quale la scorta sul pianeta Borea. Qui, Nova scopre dall'ammiraglio Matt Horner che era sparita da mesi e che aveva tradito il Dominio con i Difensori dell'Umanità, divenuti agli occhi degli alti gradi del Dominio dei terroristi. Tuttavia, proprio in quel momento degli zerg selvatici invadono Borea attaccando la loro base. Horner le dice che le crede nella sua fedeltà al Dominio e le chiede di contribuire a difendere la loro base. Nova difende la base utilizzando i canyon a suo vantaggio. In quel momento, una flotta dei Difensori dell'Umanità arriva e attacca gli zerg, contattando Horner affinché gli consegni Nova. Nel caos del loro attacco, Nova e il Dominio fuggono dal pianeta. Nova incontra l'imperatore Valerian, che le offre un'operazione segreta da svolgere, affidandole anche una nave, la Griffin, in cambio della sua fedeltà. Lei accetta, e Valerian le presenta lo specialista di nuove armi e tecnologie Reigel.
Reigel la informa che può cercare di riavere i suoi ricordi rimossi stimolando il suo inibitore neurale. Nova si ricorda solo che era nella città di Tarsonis dopo la sua caduta a opera degli zerg. Nova va su Tarsonis e riesce a trovare una base dei Difensori dell'Umanità. Infiltrandosi nella base, aiutata dal fatto che anche gli zerg sono riusciti a entrare, scopre la sala di comando. Uccide il tecnico, scoprendo che i Difensori dell'Umanità piantavano emettitori psionici per attirare zerg selvatici sui pianeti per distruggerli e dimostrare quanto sia debole il regime di Valerian. Nova giura di metter fine a tutto ciò.
Raggiunto Tyrador IX, un pianeta turistico, Nova lo scopre subito invaso dagli zerg, mentre i Difensori dell'Umanità cominciano a sterminarli, affermando che avrebbero protetto i cittadini. Nova decide di combattere prima gli zerg, per poi vedersela con i Difensori. In quel momento, Reigel nota qualcosa di strano nelle tracce dimensionali, scoprendo che si tratta della Flotta della Morte dei Tal'darim, comandata dalla Prima Ascendente Ji'nara, che distruggono gli zerg, per poi concentrarsi sui Difensori usando la loro nave madre. Ji'nara contatta le forze di Nova, affermando di non immischiarsi. Tuttavia, Nova nota che se i Tal'darim distruggeranno i Difensori dell'Umanità uccideranno anche i civili che stavano difendendo, così decide di distruggere i quattro proiettori che difendono la loro nave madre. Infuriata, Ji'nara invia la nave madre contro le forze di Nova, ma senza i proiettori viene distrutta dal Fantasma. Tornata sulla Griffin, Nova avverte una strana traccia psionica proveniente dal ponte, scoprendo che si trattava del Monarca dei Tal'darim, Alarak. Il protoss spiega che i Difensori dell'umanità avevano attaccato un remoto avamposto Tal'darim, atto di cui Alarak vuole ora vendicarsi. Notando che Nova aveva lavorato con i Difensori dell'umanità, Alarak le offre un accordo: darà a Nova del terrazine per risvegliare i suoi ricordi in cambio dei Difensori dell'Umanità. Nova accetta, e Alarak la porta su Jarban Minor, dove il Protettorato di Umoja estraeva il terrazine, venendo ostacolata da resti infestati del team di Umoja e da Ji'nara, posta da Alarak come una sfida aggiuntiva. Nova riesce ad estrarre il terrazine prima che i dispositivi vengano distrutti dagli infestati e dalla Tal'darim. Avvertita Nova dell'effetto collaterale del terrazine che potrebbe distruggere la sua psiche, Alarak se ne va certo che Nova onorerà il loro accordo.
Usando il gas con microdosi, Nova si ricorda dei fatti antecedenti che hanno portato alla distruzione dei pianeti per mano degli zerg a opera dei Difensori dell'Umanità, ricordandosi anche del generale Carolina Davis, che si pensava essere una sostenitrice di Valerian, al loro comando. Infuriata, Nova riferisce tutto a Valerian, insistendo che Davis dev'essere uccisa, ma Valerian le dice che ha un piano e lei era necessaria per farlo funzionare. Valerian rende pubblico il suo discorso per le sue dimissioni come imperatore sul pianeta di Vardona; nel frattempo Nova, seguendo il suo piano, si infiltra nel complesso di Davis attraverso le fogne con il compito di catturare il generale e portarla al podio di Valerian dove smaschererà lei e i Difensori dell'Umanità. Arrivata nella camera principale di Davis, Nova scopre che all'interno ci sono Delta e Pierce prigionieri, con Delta che non si ricorda di Nova; Reigel la rassicura, dicendo che una squadra di soccorso li porterà in salvo. Entrata nelle stanze di Davis, Nova trova anche Stone, al quale sono stati alterati i ricordi facendogli credere che lei abbia abbandonato i Difensori. Alla fine, Nova lo rende inoffensivo, dicendo a Reigel di inviare una squadra per recuperare il suo vecchio compagno. Finalmente nell'ufficio di Davis, Nova la arresta e la scorta davanti al popolo di Vardona, dove Valerian rivela il suo coinvolgimento con i Difensori dell'Umanità, ora finalmente noti come nemici del Dominio. Tuttavia, proprio in quel momento, Alarak arriva con la sua Flotta della Morte e cominciò ad assediare la città. Comunicando psionicamente con Nova, il Monarca dei Tal'darim la informa di starne fuori, ma Nova non gli permetterà di uccidere i civili, e insieme a Valerian e Horner, e a molti membri dei Difensori dell'Umanità che non erano a conoscenza delle reali intenzioni di Davis, si prepara a difendere la città. Reigel nota che il centro scientifico nel centro della città è vicino agli assalti e dev'essere difeso. Nova e le sue forze supportano le linee terrestri contro i Tal'darim, guidati ancora una volta da Ji'nara, intenzionata a vendicarsi di Nova. Ancora una volta, però, le forze Tal'darim vengono respinte dopo ingenti perdite, ma nel caos il generale Davis fugge da Vardona a bordo della nave Medusa.
Lasciato il pianeta per dare la caccia a Davis, Nova viene contattata da Alarak, che le dice di essersi appena fatta un nemico potente, al che Nova ribatte al Tal'darim la stessa cosa, dicendogli di non tornare mai più, prima di spegnere la comunicazione. Subito dopo, contatta Valerian, infuriato per le tattiche di Davis, simili a quelle di suo padre, e per questo le ricorda di riportarla viva in modo che venga processata. Nova si oppone, in quanto ci avevano gia provato, fallendo, ma alla fine deve obbedire. Dopo ore di ricerca, Reigel nota che i Cantieri Cerros sono sotto attacco da parte di una nave solitaria del Dominio. Nova arriva ai cantieri per vederli sotto attacco da parte degli alti membri dei Difensori dell'Umanità cappeggiati da Davis, i quali si rivelano essere lealisti di Arcturus Mengsk, che hanno attivato lo Xanthos, una macchina da guerra sperimentale, con lo scopo di distruggere gli incrociatori Gorgone di stanza lì, paralizzando la flotta del Dominio e impedendo a Valerian di governare in modo efficace.
Nova difende gli incrociatori, mentre Horner distrugge le linee difensive dei Difensori con l'Hyperion. All'improvviso, Davis trasforma lo Xanthos grazie a un modulo segreto, ma Nova riesce infine a distruggerlo. Davis è ancora viva al suo interno. Il generale rivela che conosceva la famiglia di Nova, dichiarando anche che se lei l'avrebbe uccisa non sarebbe stata migliore di lei. Nova, contravvenendo agli ordini di Valerian, decide di uccidere Davis. Più tardi, a bordo della Griffin, Nova inizia a rifornirsi di quante armi può prima di scappare, quando Reigel entra. Nova si nasconde e si prepara per un combattimento, ma Reigel le confida la sua storia, di come la sua carriera è stata rovinata dal suo collegamento con la Fondazione Moebius; inoltre, la informa che lui e l'equipaggio sono fedeli a lei. Nova afferma che il Dominio avrebbe sempre avuto nemici, e che loro li avrebbero combattuti a modo loro. Finalmente libera di decidere ciò che vuole, Nova sparisce nel settore con i suoi nuovi alleati, diventando una divisione vigilante.

## Aspetto
Nova è una giovane donna dai capelli biondi raccolti in una lunga coda di cavallo e da un corpo snello e sinuoso, evidenziato tra l'altro dalla tuta bianca aderente tipica dei Fantasmi, dotata anche di una corazza che comprende la parte superiore del torso, spallacci, guanti e gambali.

## Personalità
Nova possiede un certo grado di empatia e ha concetto di correttezza, o almeno ha una certa avversione per "barare". Anche se disposta a dare la morte a chi credeva di meritarla, voleva evitare di danneggiare coloro che non c'entravano nulla. Come divenne pienamente un Fantasma dovette subire al termine di ogni missione la cancellazione dei ricordi, divenendo più fredda.

## Altre apparizioni
Nova appare come personaggio selezionabile in Heroes of the Storm.